# تیاگو نونز
تیاگو نونز (انگلیسی: Tiago Nunes؛ زادهٔ ۱۵ فوریهٔ ۱۹۸۰) مربی فوتبال اهل برزیل است.
وی به عنوان سرمربی در سال ۲۰۱۸ تیم فوتبال اتلتیکو پارانائنزه را قهرمان جام سودامریکانا کرد.